# Küstentempel

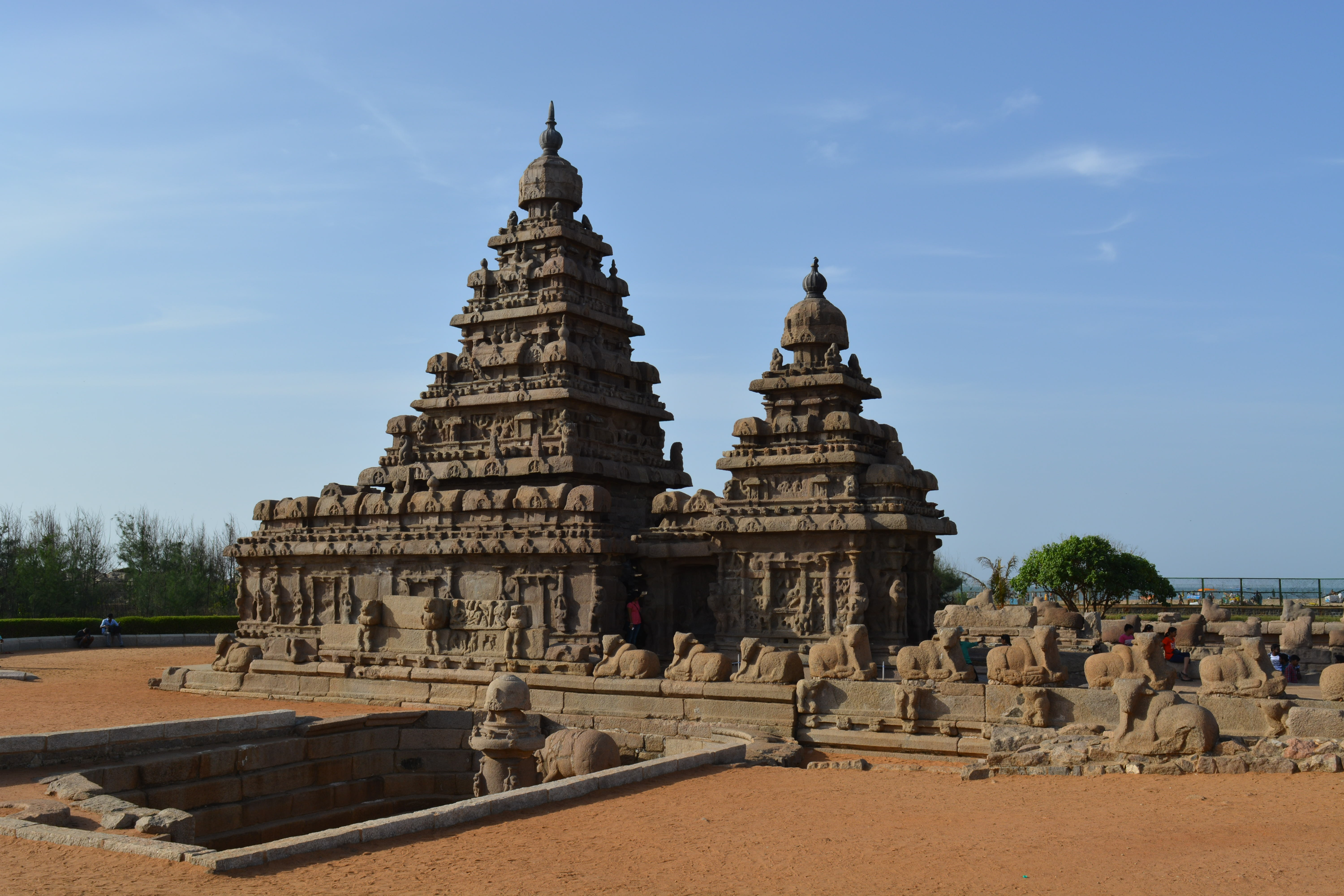
Der Küstentempel von Mamallapuram (um 720) gilt – neben dem Kailasanatha-Tempel in Kanchipuram – als der älteste oder zweitälteste Freibautempel Südindiens.

Der dem Hindu-Gott Shiva geweihte Küstentempel in Mamallapuram im indischen Bundesstaat Tamil Nadu gehört – zusammen mit dem Kailasanatha-Tempel in Kanchipuram und dem Talagirisvara-Tempel bei Panamalai – zu den wichtigsten Bauten der Pallava-Architektur. Zusammen mit anderen Monumenten in Mamallapuram gehört er seit 1984 zum UNESCO-Weltkulturerbe.

## Lage
Der Tempel liegt auf einem durch Granitsteine befestigten Vorsprung knapp 60 km (Fahrtstrecke) südlich von Chennai an der Küste des Golfs von Bengalen in der ehemals bedeutenden Hafenstadt Mamallapuram in einer Höhe von ca. 8 m.

## Geschichte

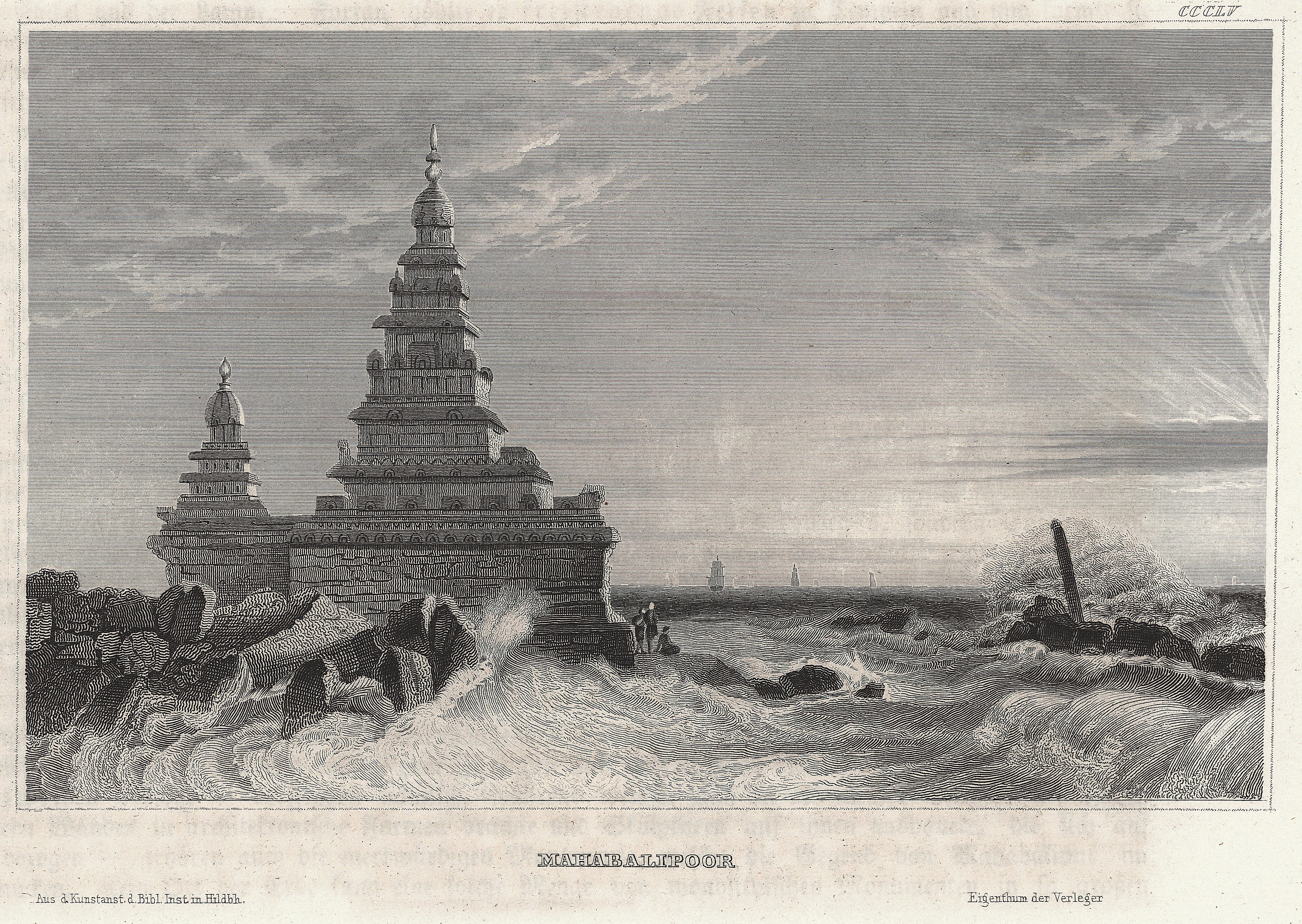
Ansicht des Tempels 1841

Obwohl entsprechende Inschriften fehlen, wird der Küstentempel zumeist der Regierungszeit des Pallava-Herrschers Narasimha Varman I. (auch Rajasimha genannt; reg. 685–705) zugerechnet; manchmal wird die Regierungszeit dieses Herrschers auch um ca. 20 Jahre später angesetzt oder die Fertigstellung des Tempels in die Mitte des 8. Jahrhunderts verlegt. Die am Bau angebrachten Inschriften stammen allesamt aus der Regierungszeit der Chola-Herrscher Rajaraja I. (reg. 985–1014) und Rajendra I. (reg. 1012–1044). In europäischen Quellen des 17. Jahrhunderts ist für den Tempel die Bezeichnung „7 Pagoden“ überliefert – manche Grundrisse zeigen deshalb vier den Haupttempel umgebende Nebenschreine, doch wurde an Ort und Stelle nichts entsprechendes gefunden. Die Türme des Tempels dienten jedenfalls den Seefahrern früherer Zeiten als Landmarke zur Orientierung.

## Architektur

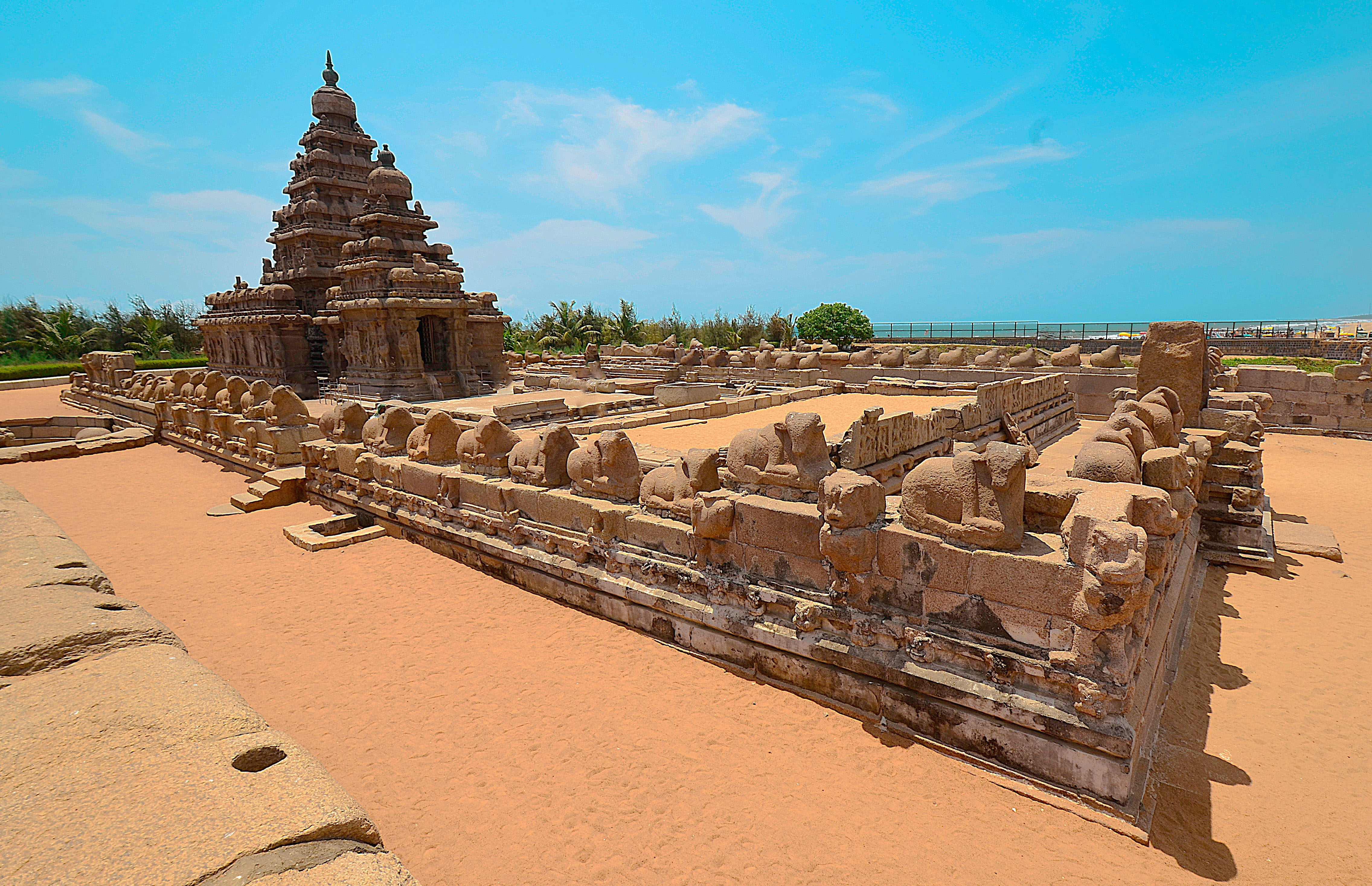
Küstentempel mit zahlreichen Nandi-Figuren

Der von einer Mauer mit zahlreichen liegenden Nandi-Bullen umgebene Tempelbezirk ist durch drei Durchgänge zur Stadt hin geöffnet. Er ruht auf einer knapp 1 m hohen Umgangsplattform (jagati) und umfasst heute eine große und zwei kleine Cellae (garbhagrihas) – die zwei mit Turmaufbauten (vimanas) sind Shiva geweiht und verfügen jeweils über einen aus poliertem Basalt gefertigten Lingam, der dazwischen liegende dritte ist dem auf der Weltenschlange (ananta oder shesha) ruhenden Vishnu (narayana) gewidmet. Manchmal wird vermutet, dass der kleine Shiva-Tempel ursprünglich den Torbau (gopuram) zu einem insgesamt deutlich kleineren Tempelbezirk bildete und der Tempelbezirk in seiner heutigen Form erst um die Mitte des 8. Jahrhunderts entstand. Die Turmaufbauten beider Tempel sind mehrfach zurückgestuft und mit zahlreichen Scheinarchitekturen (Schreinen) im Stil der Fünf Rathas versehen; über dem Vorraum (antarala) des kleineren Shiva-Tempels befindet sich ein weiterer liegender Nandi-Bulle. Die Turmpyramiden schließen nach oben ab mit „Schirmkuppeln“ und kleinen krugartigen Aufsätzen (kalashas). Der gesamte Tempel sowie die zumeist aus Granit gefertigten Skulpturen waren ehemals mit dünnen Stuckschichten überzogen und farbig bemalt.

## Nandi-Figuren
Der Tempelbezirk ist rundherum eingefasst von annähernd hundert, ca. 1 m langen liegenden Nandi-Figuren mit nach außen abgewinkelten Köpfen. Ob diese lediglich als hoheitliches Zeichen für Shiva zu verstehen sind oder auch unheilabwehrenden (apotropäischen) Charakter haben, ist unklar.

## Tempelteich
Außerhalb des Tempelbezirks wurde in den 1990er Jahren ein ins sandige Erdreich versenkter Tempelteich freigelegt, in welchem sich eine Skulptur in Form einer funktionslosen Brunnensäule erhebt, die jedoch von den Archäologen als ein älteres Shiva-Heiligtum aus der Mitte des 7. Jahrhunderts identifiziert wurde. Während der Monsunzeit füllte sich der Teich von selbst mit Regenwasser; ansonsten musste er mit Eimern etc. befüllt werden. Der Tempelteich scheint den Anlass für den ca. 80 bis 100 Jahre späteren Bau des unmittelbar anschließenden Küstentempels gegeben zu haben.